# Međunarodna zračna luka Schiphol
Zračna luka Amsterdam Schiphol (IATA: AMS, ICAO: EHAM), neformalno poznata kao Schiphol (nizozemski: Luchthaven Schiphol), glavna je međunarodna zračna luka Nizozemske i jedan od glavnih čvorišta za aviokompaniju SkyTeam. Nalazi se 9 kilometara jugozapadno od Amsterdama, u općini Haarlemmermeer u provinciji Sjeverne Holandije. Prema međunarodnom putničkom prometu, bila je treća najprometnija zračna luka u svijetu 2023. godine. S gotovo 72 milijuna putnika u 2019. godini, treća je najprometnija zračna luka u Europi u pogledu broja putnika i najprometnija u Europi u pogledu broja zrakoplovnih operacija. S godišnjim teretnim prometom od 1,74 milijuna tona, četvrta je najprometnija u Europi. AMS pokriva ukupnu površinu od 6887 hektara. Zračna luka je izgrađena na konceptu jedne terminalne zgrade: jedan veliki terminal podijeljen u tri odjeljka za odlazak.
Schiphol je otvoren 16. rujna 1916. kao vojna zračna baza. Kraj Prvog svjetskog rata označio je početak civilne upotrebe zračne luke Schiphol, koja je na kraju potpuno izgubila svoju vojnu ulogu. Do 1940. godine, Schiphol je imao četiri asfaltirana uzletno-sletne staze postavljene pod kutom od 45 stupnjeva. Zračnu luku su zauzeli Nijemci i preimenovali je u Fliegerhorst Schiphol. Zračna luka je uništena u bombardiranjima, ali je nakon rata brzo obnovljena. Godine 1949. odlučeno je da Schiphol postane glavna zračna luka Nizozemske. Zračna luka Schiphol proglašena je najboljom zračnom lukom u zapadnoj Europi 2020. godine.

## Vanjske poveznice
- Službena web-stranica